# NOXO1
NOXO1 (англ. NADPH oxidase organizer 1) – білок, який кодується однойменним геном, розташованим у людей на короткому плечі 16-ї хромосоми. Довжина поліпептидного ланцюга білка становить 376 амінокислот, а молекулярна маса — 41 253.
| 10         |  | 20         |  | 30         |  | 40         |  | 50         |
| ---------- |  | ---------- |  | ---------- |  | ---------- |  | ---------- |
| MAGPRYPVSV |  | QGAALVQIKR |  | LQTFAFSVRW |  | SDGSDTFVRR |  | SWDEFRQLKK |
| TLKETFPVEA |  | GLLRRSDRVL |  | PKLLGQASLD |  | APLLGRVGRT |  | SRGLARLQLL |
| ETYSRRLLAT |  | AERVARSPTI |  | TGFFAPQPLD |  | LEPALPPGSR |  | VILPTPEEQP |
| LSRAAGRLSI |  | HSLEAQSLRC |  | LQPFCTQDTR |  | DRPFQAQAQE |  | SLDVLLRHPS |
| GWWLVENEDR |  | QTAWFPAPYL |  | EEAAPGQGRE |  | GGPSLGSSGP |  | QFCASRAYES |
| SRADELSVPA |  | GARVRVLETS |  | DRGWWLCRYG |  | DRAGLLPAVL |  | LRPEGLGALL |
| SGTGFRGGDD |  | PAGEARGFPE |  | PSQATAPPPT |  | VPTRPSPGAI |  | QSRCCTVTRR |
| ALERRPRRQG |  | RPRGCVDSVP |  | HPTTEQ     |  |            |  |            |

A: Аланін

C: Цистеїн

D: Аспарагінова кислота

E: Глутамінова кислота

F: Фенілаланін

G: Гліцин

H: Гістидин

I: Ізолейцин

K: Лізин

L: Лейцин

M: Метіонін

N: Аспарагін

P: Пролін

Q: Глутамін

R: Аргінін

S: Серин

T: Треонін

V: Валін

W: Триптофан

Задіяний у такому біологічному процесі, як альтернативний сплайсинг. 
Білок має сайт для зв'язування з ліпідами. 
Локалізований у клітинній мембрані, мембрані.